# 지누리
지누리(1983년 9월 3일 ~ )은 대한민국의 배우 겸 방송인이다.

## 학력
- 동덕여자대학교 방송연예학과 졸업

## 출연작

### 드라마
- 1994년 EBS1 주간드라마 《언제나 푸른마음》
- 2000년 MBC 월요시트콤 《세 친구》 - 안상학(최상학)의 여자친구 지누리 역
- 2002년 KBS2 아침드라마 《색소폰과 찹쌀떡》

### 방송
- 2001년 KBS2 《혼자서도 잘해요》
- 2002년 KBS2 《치키치키 붕붕》
- 2005년 KBS1 《가족오락관》
- 2006년 엠넷 《와이드 연예뉴스》

## 방송 외 활동
- 지누리는 1999년 혼성 그룹 얌야밍의 멤버로 데뷔했고 드라마《색소폰과 찹쌀떡》에 출연하면서 연기자로 활동했다. 2006년 이후 연예계를 떠나 은퇴를 선언했고 더 이상 방송활동을 하지 않고 있다.